# Rose Chelimo
Rose Chelimo (12 juli 1989) is een Keniaanse-Bahreinse atlete, die gespecialiseerd is in de lange afstand. In 2017 werd ze wereldkampioene op de marathonafstand. Ze nam eenmaal deel aan de Olympische Spelen, waar zij op de marathon als achtste finishte.

## Biografie

### Eerste successen
In 2010 behaalde Chelimo haar eerste succes door de 20 km van Parijs te winnen. In de jaren die volgden liep de Keniaanse de ene halve marathon na de andere, waarin ze vrijwel altijd bij de eerste drie eindigde. In 2014 won ze de Bredase Singelloop. Haar winnende 1:08.40 was bij de vrouwen de snelste tijd die ooit in Breda werd gelopen. Een week later won zij voor de tweede keer de 20 km van Parijs.
In 2015 won ze de halve marathon van Lissabon.
Haar persoonlijk record van 1:08.08 op de halve marathon liep Chelimo in 2016 bij de halve marathon van Ras al-Khaimah. Hiermee behaalde ze een achtste plaats in een wedstrijd die werd gewonnen door Cynthia Limo uit Kenia in 1:06.04.

### Olympisch debuut
In 2016 debuteerde Chelimo op de marathon. Met een tijd van 2:24.14 won ze gelijk de marathon van Seoel. Later, op 19 augustus dat jaar, kreeg ze de Bahreinse nationaliteit. Op de Olympische Spelen van 2016 in Rio de Janeiro kwam ze namens dit land uit op de marathon. Met een tijd van 2:27.36 behaalde een achtste plaats.

### Wereldkampioene in 2017
Op de wereldkampioenschappen van 2017 in Londen beleefde Chelimo het eerste hoogtepunt van haar loopbaan door op de marathon de gouden medaille te veroveren. Met een tijd van 2:27.11 bleef ze de Keniaanse Edna Kiplagat (zilver; 2:27.18) en de Amerikaanse Amy Cragg (brons; 2:27.18) net voor.

### Goud op Aziatische Spelen
In 2018 was er sprake van een stijgende lijn in Chelimo's prestaties gedurende het seizoen. Eindigde zij eind maart op het wereldkampioenschap halve marathon in Valencia nog op een bescheiden veertiende plaats, een maand later werd zij op de marathon van Londen zesde in een goede 2:26.03, om ten slotte in september tijdens de Aziatische Spelen in Jakarta op de marathon naar de overwinning te snellen, de tweede aansprekende prestatie in haar carrière.

### Zilver op WK 2019
In de aanloop naar de WK van 2019 in Doha, waar zij haar in 2017 veroverde titel op de marathon zou verdedigen, liet Chelimo weinig van zich horen. In de hoofdstad van Qatar, waar vanwege de bijzondere klimatologische omstandigheden eind september de start van de marathon bij de vrouwen was verschoven naar het middernachtelijk uur, schaarde de Bahreinse zich echter wel degelijk opnieuw onder de favorieten voor de eindzege. Voortdurend was zij in de kopgroep te vinden en pas rond de 34e kilometer wist haar voormalige landgenote Ruth Chepngetich een gaatje te slaan, dat deze in de laatste acht kilometer stelselmatig wist uit te bouwen tot een voorsprong op de finish van ruim een minuut. Met haar eindtijd van 2:32.43 bleef zij Chelimo 1.03 minuut voor, die echter met haar zilveren medaille opnieuw een opvallende prestatie leverde.    

## Titels
- Wereldkampioene marathon - 2017
- Aziatische Spelen kampioene marathon - 2018

## Persoonlijke records
| Onderdeel      | Prestatie | Datum            | Plaats         |
| -------------- | --------- | ---------------- | -------------- |
| 10.000 m       | 31.37,81  | 20 mei 2017      | Bakoe          |
| 10 km          | 32.04     | 23 oktober 2011  | Montereau      |
| 15 km          | 49.08     | 19 november 2017 | Nijmegen       |
| 20 km          | 1:05.51   | 12 oktober 2014  | Parijs         |
| halve marathon | 1:08.08   | 12 februari 2016 | Ras al-Khaimah |
| marathon       | 2:22.51   | 17 April 2017    | Boston         |

## Palmares

### 5 km
- 2014:  Stratenloop in Werkendam - 16.05

### 10 km
- 2010:  Les Foulees Monterelaises in Montereau - 32.44
- 2011:  Strasbourg- Europe - 33.25
- 2011:  Les Foulees Monterelaises in Montereau - 32.04
- 2012: 5e Paderborner Osterlauf - 32.45
- 2012:  Detron Meierijloop in Vught - 33.10
- 2014:  Courses Pedestres d'Arras - 32.22
- 2014:  Alsterlauf Hamburg - 32.05
- 2014:  Singelloop Utrecht - 33.10
- 2016: 5e TCS World in Bengaluru - 32.54
- 2019:  Tilburg Ten Miles - 32.37

### 15 km
- 2012:  Kerzerslauf - 50.32,5
- 2017: 5e Zevenheuvelenloop - 49.08
- 2018: 5e Montferland Run - 51.09

### 20 km
- 2010:  20 km van Parijs - 1:07.27
- 2011:  20 km van Parijs - 1:06.24
- 2014:  20 km van Parijs - 1:05.51

### halve marathon
- 2010:  halve marathon van Nancy - 1:13.15
- 2010:  halve marathon van Saint Denis - 1:12.48
- 2011: 4e halve marathon van Vitry-sur-Seine - 1:10.39
- 2011:  halve marathon van Annecy - 1:12.50
- 2011:  halve marathon van Trith Saint Leger - 1:14.09
- 2011:  halve marathon van Lille - 1:09.45
- 2011:  halve marathon van Vannes - 1:11.27
- 2011:  halve marathon van Nancy - 1:11.12
- 2011:  halve marathon van Reims - 1:11.36
- 2012: 4e halve marathon van Praag - 1:11.35
- 2012:  halve marathon van Zwolle - 1:10.50
- 2012: 4e Route du Vin - 1:12.24
- 2014:  halve marathon van Otterndorf - 1:11.06
- 2014:  Bredase Singelloop - 1:08.40
- 2015:  halve marathon van Adana - 1:08.53
- 2015:  halve marathon van Coamo - 1:11.40
- 2015:  halve marathon van Lissabon - 1:08.22
- 2015:  halve marathon van Kigali - 1:13.38
- 2015:  halve marathon van Ceske Budejovice - 1:12.01
- 2015:  halve marathon van Olomouc - 1:08.33
- 2015: 4e halve marathon van Valencia - 1:08.54
- 2016:  halve marathon van Valencia - 1:09.35
- 2016: 9e halve marathon van New Delhi - 1:10.17
- 2016: 9e halve marathon van Ras al-Khaimah - 1:08.08
- 2017: 7e halve marathon van Ras al-Khaimah - 1:08.37
- 2017:  halve marathon van Lissabon - 1:09.48
- 2018: 14e WK in Valencia - 1:10.20
- 2022:  City-Pier-City Loop - 1:09.56

### marathon
- 2016:  marathon van Seoel - 2:24.14
- 2016: 8e OS - 2:27.36
- 2017:  Boston Marathon - 2:22.51
- 2017:  WK - 2:27.11
- 2018: 6e marathon van Londen - 2:26.03
- 2018:  Aziatische Spelen - 2:34.51
- 2019:  WK - 2:33.46
- 2023:  marathon Rotterdam 2023 - 2:26.21

1983 Grete Waitz ·
1987 Rosa Mota ·
1991 Wanda Panfil ·
1993 Junko Asari ·
1995 Manuela Machado ·
1997 Hiromi Suzuki ·
1999 Jong Song-ok ·
2001 Lidia Şimon ·
2003 Catherine Ndereba ·
2005 Paula Radcliffe ·
2007 Catherine Ndereba ·
2009 Bai Xue ·
2011 Edna Kiplagat ·
2013 Edna Kiplagat ·
2015 Mare Dibaba ·
2017 Rose Chelimo ·
2019 Ruth Chepngetich ·
2022 Gotytom Gebreslase ·
2023 Amane Beriso Shankule